# 長官好
《長官好！》是台灣電視史上首部由中國電影製片廠製作的電視劇，為1991年中國電視公司八點檔時裝連續劇，首播期間為1991年9月16日至1991年10月18日，共25集。副導演王重正為中國電影製片廠導演。
該劇敘述政治作戰學校裡頭一群「花木蘭」（女學生）和長官之間愛情和友情的互動。中視首播該劇時純粹是無心插柳，收視率和觀眾評價卻出奇高升，因此後來拍攝續集《軍官與淑女》。該劇首創在劇中沒有對白時插入旁白說明劇情，幫助視障觀眾瞭解劇情。
1991年7月，該劇在確知於1991年9月初接檔後，在復興崗游泳池拍攝一場「木蘭習泳記」，讓每天被軍服密實包裹的涂善妮等女演員有機會穿泳衣展現美好身材。由於是中國電影製片廠幕後製作，女演員們自己決定穿什麼泳衣，只有陳真真以劇情需要為由穿比基尼泳衣亮相。

## 演員
- 寇世勳 飾演曾國豪，方育淇的未婚夫，江曼萍的暗戀對象，江曼萍的父親以前是他的長官。育淇之死離下了終生的遺憾。
- 朱寶意 飾演方育淇，很照顧學妹們。於第25集因為肺癌在未婚夫曾國豪，弟弟空軍上尉方可飛，曾國豪的母親，她的親生母親，還有在復興崗輔導領導的學妹們陪同下去世。去世後葬於金門。
- 涂善妮 飾演江曼萍，暗戀曾國豪，江天瑞的妹妹。很會撒嬌，入伍之前是一個嬌滴滴被父母寵壞的女人。有個男朋友叫光凱，通常利用他來討好她的姐妹們還有曾國豪。跟田有芬，徐秀玲，王曉英組成天兵團。
- 翁家明 飾演 江天瑞，江曼萍的兄長，暗戀方育淇，曾國豪的情敵。入伍訓練將到尾聲的時候被聘請做教師。
- 李興文 飾演 空軍中尉/上尉方可飛，方育淇的弟弟。喜歡丁淑靜，但遭到丁父反對。丁父因騎腳踏車被車子撞死而受丁母強烈反對才放棄追淑靜。
- 胡珮璉 飾演丁淑靜。曾被誤會和黃志嘉是一對情侶。通常勸黃志嘉和江曼萍不要吵架。被方可飛追，但因為父親的死令母親反對才會放棄。
- 張婉怡 飾演徐秀玲。和江曼萍，王曉英，和田有芬組成天兵團。
- 林千鈺 飾演田有芬。因入伍訓練期間偷藏零食被罰出軍紀教練。在女生連的時候跟學姐"楚留香"同寢，被她整得要死。和江曼萍，王曉英，和徐秀玲組成天兵團。
- 張靜懿 飾演黃志嘉。很喜歡去當兵，但父親阿嬤反對她當兵，而且要跟阿嬤玩捉迷藏在可以偷偷的從窗口出去復興崗報到。因為觀念不同跟江曼萍吵架，她在同期的學生中表現最為出色。
- 陳真真 飾演王曉英。入伍報到遲到，江曼萍恰好在寢室換鞋，看到在身上的大哥大，就問為什麼來當兵。她回答說要從真實社會逃出來。跟江曼萍，田有芬，和徐秀玲組成天兵團。
- 黃舒駿 飾演 黃志明，黃志嘉的兄長。因為黃父才被核免當兵。
- 溫懷智 飾演范大同。負責黃志嘉，丁淑靜，還有天兵團的訓練。轉為軍官之後追黃志嘉，但被黃父拒絕。
- 王俠 飾演 江震浩，退伍前為指揮官。曾國豪的老長官，江母的丈夫，江曼萍，江天瑞的父親。非常滿意江曼萍考上成為花木蘭。寵壞江曼萍，但江曼萍逃兵的時候摑她。
- 朱麗英 飾演 江母，江震浩的夫人，江曼萍，江天瑞的母親。很關注江曼萍在軍校的事情，還鬧幾次把曼萍給接回來。
- 尹寶蓮 飾演 曾母，曾國豪的母親，方育淇的婆婆，江震浩的大妹子。反對國豪和育淇的婚事。
- 李靜美 飾演 方母，方育淇和方可飛的親生母親。
- 吳佳珊 飾演 粱阿姨，方育淇和方可飛的繼母。
- 游啟東 飾演 黃父，黃志嘉，黃志明的父親。黃志嘉，黃志明阿嬤的兒子。想盡了辦法能夠讓黃志明當兵核免。強烈反對黃志嘉入伍。
- 阿匹婆 飾演 黃志嘉的阿嬤。最初反對黃志嘉當兵，但最終同意。會客時帶假槍到復興崗營區遭到憲兵下士衛兵張雨生沒收，下次會客的時候還給她。
- 張雨生 飾演 憲兵下士衛兵張雨生。黃志嘉阿嬤會客時沒收黃志嘉的假槍還差一點被關禁閉。他等下次黃志嘉的阿嬤來會客的時候還給她，還勸她會客時不要再帶槍進營區。

## 劇情
江曼萍是國防部高級長官之女，愛慕曾任父親下屬的政戰連長曾國豪，努力考進政治作戰學校。但是她入學後不改千金小姐的驕縱態度，因此在學校惡名昭彰，不過本性善良的她也結交許多好姊妹。
不久江曼萍發現，胞兄江天瑞心儀的自己上屬的輔導長方育淇竟和曾國豪是一對情侶，於是開始和她既有師生和情敵的糾纏關係。雖然一次次不友善的衝突，江曼萍無意間均被方育淇溫柔合理的教育感到臣服，也讓江曼萍不斷地在學校中成長蛻變。
曾國豪和方育淇兩情相悅，方育淇卻因家貧不受曾母喜歡，尤其養母的勢利眼讓她更加背負壓力。但方育淇不幸罹患肺癌，在生母的相認和與曾國豪訂婚後就去世，令所有親友、學生不勝唏噓。
江曼萍等花木蘭終於畢業亦扣上軍官的身分，在眾學弟妹尊稱「長官好」之下，滿懷抱負，向自己的前程邁進。

## 花絮
涂善妮在進入演藝圈前，曾經就讀政治作戰學校一學期(七個月)，因此戲中一切軍事口令和動作相當瞭若指掌，被評價最「稱職」的演員；相對地，朱寶意接受美國教育，未曾像台灣學生一樣必須參加軍訓課，演技變相吃重。
本劇主要場景「木蘭村」，現已被改建為國立臺灣大學語文大樓。

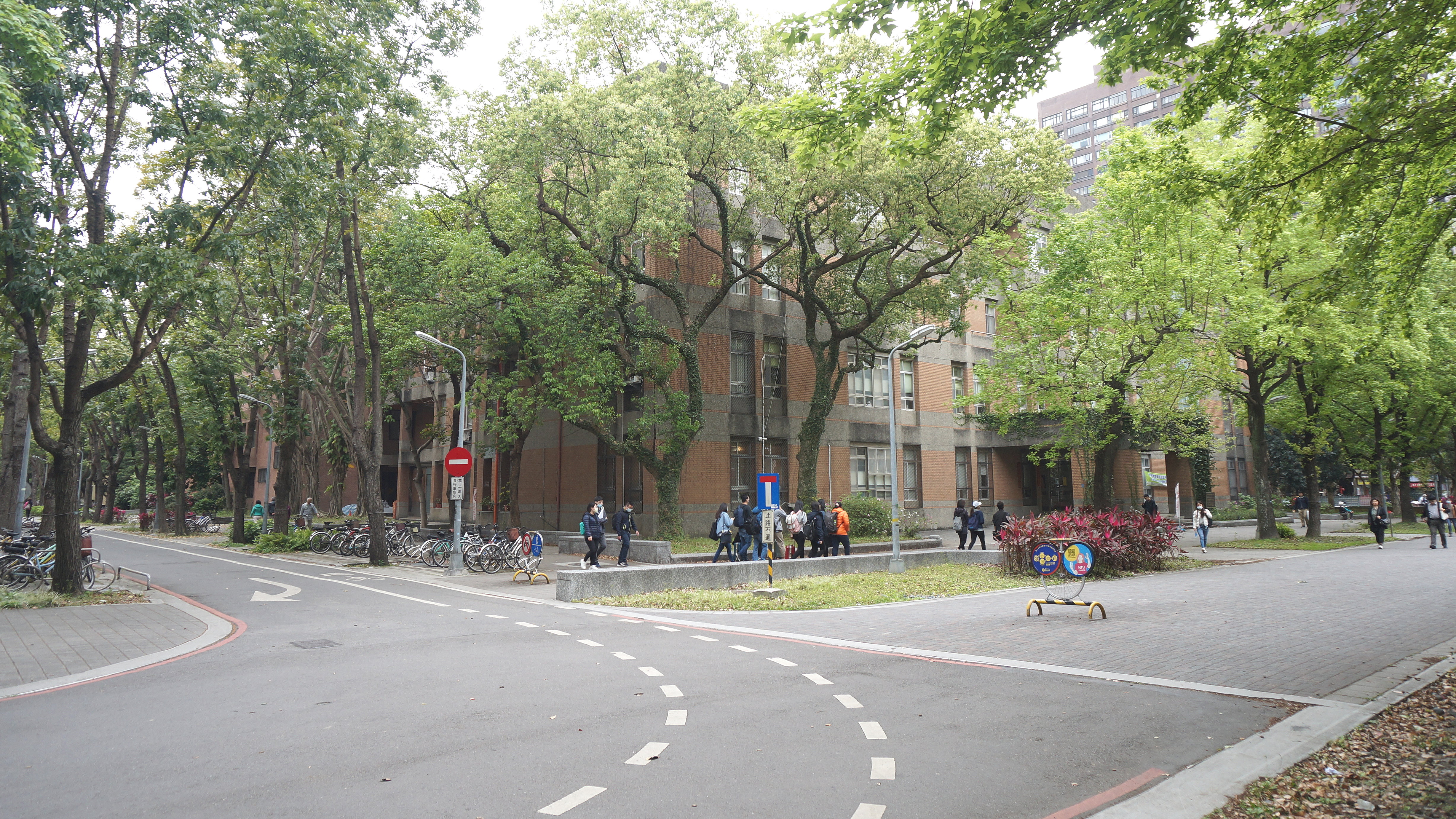
國立臺灣大學語文大樓

## 歌曲
- 片頭曲：〈放逐你的心〉
  - 作詞：李姚，作曲：黃卓穎，主唱：況明潔

- 片尾曲：〈你有多少愛〉
  - 作詞：何厚華，作曲：蔣三省，主唱：李恩邦

## 資料來源
1. ↑  中華民國電視學會電視年鑑編纂委員 編纂，《中華民國電視年鑑第七輯：民國七十九年至八十年》，中華民國電視學會1992年6月30日出版，第70頁。
2. ↑  中華民國電視學會電視年鑑編纂委員 編纂，《中華民國電視年鑑第七輯：民國七十九年至八十年》，中華民國電視學會1992年6月30日出版，第16頁。
3. ↑  王雅蘭. . 民生報. 1991-07-30: 11 （中文（臺灣））.